# Škorpijon II.
Škorpijon II., staroegipčansko morda Selk ali Veha,   znan tudi kot kralj Škorpijon, je bil drugi od dveh kraljev iz preddinastičnega obdobja Gornjega Egipta s tem imenom. 

## Identiteta

### Ime
Škorpijonovo ime in vladarski naslov sta v sodobni egiptologiji zelo sporna. Pred njegovim imenom je pogosto zlata rozeta ali cvet s šestimi ali sedmimi venčnimi listi. Ta znak  se pojavlja na številnih predmetih iz Ničte in Prve dinastije, potem pa izgine in se ponovno pojavi proti koncu Tretje dinastije ob imenih visokih državnih uradnikov kakršna sta bila  Khabawsokar in A'a-akhty. Natančen pomen znaka je bil predmet številnih razprav.  Najpogostejša razlaga je, da je znak pomenil nomarha ali visokega gospoda. V preddinastičnem in zgodnjem dinastičnem obdobju se je očitno uporabljal za označevanje kraljev. V večjem delu kasnejših obdobij se je podeljeval visokim uradnikom in princem, zlasti tistim, ki so bili svečeniki boginje pisanja in vodenja evidenc Sešat.  Zlata rozeta je postala tudi njen uradni emblem. Sporno je tudi branje znaka rozeta. Večina jezikoslovcev  in egiptologov ga bere neb – gospod ali nesw  - kralj in je prepričana, da je zlata rozeta nekakšna predhodnica serekha.
Znak škorpijona, ki predstavlja ime Škorpijona II., je na splošno povezan s kasneje vpeljano boginjo Serket. Nekateri egiptologi in jezikoslovci poudarjajo, da je bila boginja Serket  uvedena šele v poznem Starem kraljestvu, zato znak škorpijona iz preddinastičnega obdobja  ni mogel biti povezan njo. Morenz poudarja, da je v vseh primerih, ko je v ime vladarja vključena žival, žival nima kultnega ali političnega pomena ampak kakšen drug pomen. Škorpijon je običajno označeval nevarne stvari, na primer strup ali bolezen, lahko pa je pomenil tudi slabo dihanje, v vojaškem kontekstu pa napad ali mrzel veter. Ker ni jasno,  kakšen pomen je imel v serekhu Škorpijona II., ga znanstveniki običajno berejo »kralj Škorpijon II.«

### Zgodovinska osebnost
Škorpijonova identiteta in kronološke umestitev sta predmet več teorij. Nekateri egiptologi trdijo, da je zaradi običaja, da so kralji iz  Prve dinastije imeli več imen, Škorpijon II. ista oseba kot Narmer, se pravi da gre za alternativno ime ali dodaten naslov.  Trdijo tudi, da je glava Škorpijonove gorjače (žezla) presenetljivo podobna glavi Narmerjeve. Drugi znanstveniki so v Škorpijonu II. prepoznali Narmerjevega in Kajevega (ali Sekhenovega) protikralja. V času Škorpijonove vladavine je bil Egipt razdeljen na več majhnih kraljestev, ki so med seboj pogosto vojskovala. Povsem mogoče je, da je Narmer podjarmil kraljestvi Škorpijona II. in Kaja in združil Egipt pod eno krono.

## Dokazi

### Gorjača (žezlo)
Edini slikovni dokaz o njegovem obstoju je tako imenovana Škorpijonova gorjača, ki sta jo odkrila arheologa James E. Quibell in Frederick W. Green v templju v Nehenu (Hierakonpolis)  v sezoni  1897–1898. Gorjača je trenutno razstavljena v Ashmolovem muzeju v Oxfordu. Njena stratigrafija se je zaradi neprimernih metod izkopavanja in dokumentiranja izgubila. Po slogu sodeč spada čisto na konec preddinastičnega obdobja.
Na Škorpijonovi gorjači je upodobljena oseba z visoko belo krono Gornjega Egipta. V roki ima motiko, ki se razlaga kot obredna motika v faraonovem ceremonialu kopanja prve brazde na polju ali odpiranja jezov za namakanje polj. Ikonografija je podobna ikonografiji na hrbtni strani Narmerjeve palete. Kralju sledijo služabniki. Prvi je  verjetno sejalec, ki trosi zrnje v sveže prekopano zemljo. Drugi služabnik, ki je nekoliko poškodovan, nosi velik otep polnozrnatega žita, ki utrjuje trditev, da je upodobljen ceremonijal setve. Škorpijon je bil morda ustanovitelj Nehena  ali Buta, kar bi lahko pojasnilo, zakaj je bila gorjača najdena prav tukaj. Nad služabnikoma je vrsta zastavonoš, ki za kraljem nosijo enake prapore kot na Narmerjevi paleti. Pod kraljevimi služabniki sta cesta in pokrajina s prebivalci in hišami.
Levo za kraljem sta dva služabnika s pahljačama. Levo od njiju so upodobljeni snopi papirusa, za njimi pa skupina plesalcev in svečenik. Spodnji del gorjače je uničen. Zanimivo je, da so udeleženci parade obrnjeni proti kralju in njegovim zastavonošem, kar kaže, da sta se dve procesiji srečali na sredini prizorišča. Na sredini prizora so drobni sledovi stopala in spirale rdeče krone Spodnjega Egipta. Jasno vidna je tudi druga zlata rozeta. Sledovi utrjujejo domnevo, da je bila na gorjači tudi podoba kralja z rdečo krono Spodnjega Egipta.  Če je to res, bi Škorpijon II. lahko bil vladar celega Egipta.
Na vrhu scene je vrsta božanskih  praporov. Nad vsemi so podobe bogov, med njimi Seta, Mina in Nemtija, ali perjanica.  Prvotno število praporov ni znano, povsem jasno pa je, da so na polovici praporov obešene pribe, na drugi pa lovski loki. Vrsti praporov sta obrnjeni ena proti drugi. Pribe simbolizirajo prebivalce Spodnjega Egipta ali preproste prebivalce, loki pa lokostrelce, se pravi sovražna azijska plemena. Prizor  kaže na to, da je Škorpijon II. začel napadati Spodnji Egipt in egipčanske sovražnike na obmejnem ozemlju. Napadi so se končali z Narmerjevo zmago in združitvijo obeh kraljestev. 
V Egiptu so odkrili veliko majhnih slonokoščenih obeskov s podobo škorpijona, ki so izvirali iz Abidosa, Minshat Abu Omarja in  Tarkana. Na nekaterih škorpijon drži hieroglif za nom/vrt/zemljo (Gardinerjev hieroglif N24). Globlji pomen kombinacije hieroglifov je sporen, ker bi škorpijon lahko predstavljal kralja Škorpijona II. v vlogi vladarja nekega neimenovanega noma. Na nekaterih obeskih je škorpijon tik nad znakom lastovke, kar se bere  »škorpijon je velik«. Na samo enem obesku škorpijon drži dolgo palico in udarja po sovražniku. Ker je na številnih obeskih upodobljeno svetišče s čapljo na strehi, bi Škorpijon II. lahko bil iz Buta.

### Napisi na kamnu in glinasti posodi
V Tarhanu in Minshat Abu Omarju so  odkrili več kamnitih in glinastih posod z vgraviranimi  terekhi. Ime na njih je sporno.  Nekateri egiptologi so prepričani, da gre za zelo stilizirano podobo škorpijona, drugi pa v to niso povsem prepričani in jih berejo kot površno napisano ime faraona Kaja.
Ne drugem kataraktu Nila nedaleč od Naserjevega jezera v Gebel Sheikh Sulimanu  (Sudan), je v skalo vklesana podoba velikega škorpijona, ki stopa preko ubitih sovražnikov. Njihova smrt je prikazana z njihovim položajem z glavo navzdol in puščicami v telesih. Ob njih ste dva lokostrelca, ki še vedno streljata nanje. Po nojevih peresih in lokih je v sovražnikih mogoče prepoznati Nubijce, za katere so bila značilna prav nojeva peresa. Škorpijon se sooča s človeško podobo z umetno brado, ceremonijalnim nožem za pasom in dolgo vrvjo, s katero so zvezani Nubijci. Prizor naj bi predstavljal faraona Škorpijona II., ki proslavlja zmago nad Nubijci.

## Vladanje

### Politično stanje
Številni artefakti z reliefnimi okraski in poslikave s črnilom na posodju kažejo na cvetoče trgovanje med Škorpijonovo vladavino. Na napisih se začneta pojavljati izraza Gornji in Spodnji Egipt, kar kaže na začetek združevanja obeh kraljestev. Ker je bil Egipt v tistem času nesporno razdeljen na najmanj dve kraljesti, se znanstveniki sprašujejo, na čem je temeljila vladavina preddinastičnih vladarjev. Osvajanje in vojskovanje je moralo imeti  gospodarsko ozadje, saj so morali biti vojaki primerno preskrbljeni. Znanstveniki so ugotovili, da je imel Egipt že v tistem času zelo velike namakalne sisteme. Številne palete, na primer Hunterjeva, Libijska in Narnerjeva, in glavi kijev Škorpijona II. in Narmerja zelo nazorno in podrobno prikazujejo reke, rastline, drevesa in različne živali – ptiče, sesalce in ribe. Razen teh motivov so upodobljeni tudi ljudje pri poljskih opravilih.  Cialowitz, Wilkinson, Butzer in Hoffman vidijo vir moči preddinastičnih faraonov v razvitem kmetijstvu. Namakalni sistemi so omogočili širjenje naselij, rejo živine in kultiviranje rastlin, znanstveniki pa se še vedno sprašujejo ali so faraoni zavestno vzdrževali namakalne sisteme,  da bi si s tem zagotovili moč, vpliv in bogastvo.

### Versko in kulturno stanje
Na okraskih na artefaktih so upodobljeni  številni fetiši in prapori, nad katerimi se dvigajo bogovi, kar kaže na zelo zapleten verski in kultni sistem. Ker so na praporih pogosto upodobljeni prizori iz bitk, bitke in osvajanja, bi se tudi nanje lahko gledalo kot na kultni dogodek. Najzgodnejši prepoznavni bogovi so bili Hor, Set, Min, Anti, Nekbet, Bat in Vepvavet. Kultna središča in svetišča omenjenih bogov niso znana, ker hieroglifi s krajevnimi imeni takrat še niso obstajali.
Drug zanimiv aspekt kultnih in verskih verovanj med vladavino Škorpijona II. so številne upodobitve mitoloških bitij, na primer serpoparda - leoparda s kačjim vratom in krilate himere. Serpopard je upodobljen na Narmerjevi paleti in tako imenovani Paleti dveh psov. Imenoval se je Swdja, kar pomeni neuničljiv. V egipčanski mitologiji je bil serpopard tisti, ki je premikal Sonce. Na Narmerjevi paleti sta dva serpoparda s prepletenima vratovoma. Za risbo se domneva, da je bila alegoričen prikaz združitve obeh Egiptov. Na Škorpijonovi paleti serpoparda trgata gazelo, kar bi lahko namigovalo na to, da sta pod kraljevim nadzorom oziroma da napadeta na njegov ukaz.
Krilati himeri sta se imenovali Sefer sta predstavljali kaos in nasilje. Pojavljata se na Paleti dveh psov in na več slonokoščenih artefaktih. Znanstveniki poudarjajo, da so serpopardi in himere mezopotamskega izvora.
Naslednji motiv iz Škorpijonovega obdobja, ki je zagotovo mezoptamskega porekla, je vojščak, ki se golorok bori z dvema levoma. V vsaki roki drži po enega leva. Podoben motiv je vojščak, ki se bori z dvema žirafama. V kasnejših dinastijah sta se motiva pretvorila v hieroglifa, na Gardinerjevem seznamu označena z A38 in A39. Bereta se Qjs in sta se  uporabljala kot emblem mesta Kuse.

## Mezopotamski vplivi med Škorpijonovo vladavino
Vsi omenjeni motivi, arhitektura grobnic, trgovsko blago, na primer orodje, ogrlice iz biserovine in valjasti pečatniki, dokazujejo močan in širok vpliv mezopotamske kulture in religije na zgodnje Egipčane. Arhitekturni razvoj je viden predvsem na grobiščih kot so Minshat Abu Omar, Hierakonpolis in Nakada. Arhitektura kompleksnih in stabilnih grobnic je jasna kopija mezopotamske. Nekateri znanstveniki so prepričani, da so bili prvi egipčanski voditelji iz Mezopotamije, kar pa še vedno ni dokazano. Zdi se, da se je vpliv Mezopotamije pod Škorpijonom II. in njegovimi neposrednimi nasledniki začel zmanjševati in da je Egipt začel razvijati lastno, vedno bolj neodvisno kulturo, ki je bila pomemben korak proti močnemu in bogatemu kraljestvu.

## Grobnica
Mesto Škorpijonovega pokopa ni znano. Prva grobnica, v kateri bi lahko bil pokopan, je grobnica B50 v  Umm el-Qa'abu pri Abidosu. Grobnica je skoraj kvadraten prostor s štirimi sobami. Stene so ometane z blatom. V grobnici so našli nekaj slonokoščenih  priveskov s podobami škorpijona. Druga grobnica je v Hierakonpolisu in označena s HK6-1. Meri 3,5 x 6,5 m. Globoka je 2,5 m in utrjena z blatom. Tudi v njej so našli nekaj slonokoščenih  priveskov s podobami škorpijona.

## Vira
- Clayton, Peter A. (2006). Chronicle of the Pharaohs: The Reign-by-Reign Record of the Rulers and Dynasties of Ancient Egypt. Thames & Hudson, ISBN 0-500-28628-0.
- Edwards, I.E.S. (1965). The Early Dynastic Period in Egypt. The Cambridge Ancient History, 1 (2), Cambridge University Press.

| Škorpijon II. Preddinastično obdobje Egipta Rojen: ni znano Umrl: ni znano |               |                   |
| Vladarski nazivi                                                           |               |                   |
| Predhodnik: Ka                                                             | Faraon Egipta | Naslednik: Narmer |